# دانشگاه سیاتل
دانشگاه سیاتل (سیاتل یو) یک دانشگاه خصوصی یسوعی در سیاتل، واشینگتن است. دانشگاه سیاتل بزرگ‌ترین دانشگاه مستقل در شمال غربی ایالات متحده است که بیش از ۷۵۰۰ دانشجو در برنامه‌های کارشناسی و کارشناسی ارشد را ثبت نام کرده‌اند.
در سال ۲۰۰۹، سیاتل یو بزرگ‌ترین کمپین سرمایه خود را با جمع‌آوری تقریباً ۱۶۹ میلیون دلار تکمیل کرد. این منجر به سرمایه‌گذاری در صندوق بورس تحصیلی، برنامه‌های آکادمیک و کرسی‌های استادی، یک مجتمع تناسب اندام، یک مرکز هنری، و کتابخانه Lemieux 56 میلیون دلاری و McGoldrick Learning Commons شد که در پاییز ۲۰۱۰ تکمیل شد
در ۱۴ ژوئن ۲۰۱۱، سیاتل یو دعوتنامه پیوستن به کنفرانس ورزشکاران غربی را پذیرفت و برای فصل ۲۰۱۲–۲۰۱۳ عضو کامل شد.